# Okręg Lesparre-Médoc
Okręg Lesparre-Médoc (fr. Arrondissement de Lesparre-Médoc) – okręg w południowo-zachodniej Francji. Populacja wynosi 78 000.

## Podział administracyjny
W skład okręgu wchodzą następujące kantony:
- Castelnau-de-Médoc,
- Lesparre-Médoc,
- Pauillac,
- Saint-Laurent-Médoc,
- Saint-Vivien-de-Médoc.